# Girobirrotonda pentagonal elongada
En geometría, la girobirrotonda pentagonal elongada es uno de los sólidos de Johnson (J43). Como sugiere su nombre, puede construirse elongando una "girobirrotonda pentagonal", o icosidodecaedro (uno de los sólidos arquimedianos), insertando un prisma decagonal entre sus mitades congruentes. Al rotar una de las rotondas pentagonales (J6) 36 grados respecto de la otra antes de insertar el prisma, se obtiene una ortobirrotonda pentagonal elongada (J42).
Los 92 sólidos de Johnson fueron nombrados y descritos por Norman Johnson en 1966.